# Ковельский уезд
Ко́вельский уе́зд — административно-территориальная единица Волынской губернии Российской империи созданная в 1795 году. Уездный центр — город Ковель.

## География
Уезд находился в северо-западной части губернии. Граничил с Владимир-Волынским уездом на западе и юге, с Луцким уездом на востоке и юге и Гродненской губернией на севере. Площадь уезда составляла 7 350 км².

## История
Уезд образован в 1795 году в составе Волынского наместничества. В 1797 году уезд вошёл в состав Волынской губернии. В 1921 году территория уезда согласно Рижского договора вошла в состав Ковельского повята Волынского воеводства Польши.

## Население
Согласно переписи населения Российской империи 1897 года в уезде проживало 211 493 человек. Из них 78,5 % — украинцы, 11,93 % — евреи, 4,59 % — поляки, 0,91 % — немцы, 3,52 % — русские, 0,28 % — белорусы.

## Административное деление
В 1913 году в состав уезда входило 18 волостей: 
| - Боровенская — с. Боровно, - Велико-Глушская — с. Великая Глушь, - Велицкая — с. Велицк, - Голобская — с. Голобы, - Горникская — с. Горники, - Датыньская — с. Датынь, - Заболотская — с. Заболотье, - Камено-Каширская — м. Камено-Каширск, - Леликовская — с. Леликов, | - Любитовская — с. Любитов, - Мациовская — м. Мациов, - Несухонжская — м. Несухонжи, - Повурская — с. Повурск, - Сошичанская — с. Сошично, - Старо-Кошарская — с. Старые Кошары, - Седлищская — с. Седлище, - Турийская — м. Турийск, - Хотешевская — с. Хотешев. |